# Serhiy Stakhovsky
Serhiï Stakhovskyï (ou Sergiy Stakhovsky, ukrainien : Сергій Едуардович Стаховський, [serˈɦij stɐˈxɔu̯sʲkɪj]), né le 6 janvier 1986 à Kiev, est un joueur de tennis ukrainien, professionnel entre 2003 et 2022.
Il se distingue en 2013 en battant à Wimbledon le Suisse Roger Federer, multiple vainqueur du tournoi.

## Carrière tennistique
Serhiy  Stakovsky est membre de l'équipe d'Ukraine de Coupe Davis et a remporté quatre titres en simple et quatre en double. Son dernier titre remonte au 28 août 2010 lors du Tournoi de tennis de New Haven.
Le 26 juin 2013, il bat au deuxième tour de Wimbledon et à la surprise générale le tenant du titre Roger Federer en quatre sets (65-7, 7-65, 7-5, 7-65) réalisant au passage le meilleur match de sa carrière. Il met alors fin à une série de 36 quarts de finale consécutifs pour le Suisse en Grand Chelem, mais son exploit est sans lendemain puisqu'il est éliminé au tour suivant par l'Autrichien Jürgen Melzer, en quatre sets (2-6, 6-2, 5-7, 3-6).
Il a remporté 7 tournois Challenger en simple : Ségovie en 2008, Kazan en 2013, Binghamton et l'Open d'Orléans en 2014, Séoul en 2016, Portorož en 2017 et Ilkley en 2018.
Il est entraîné par Fabrice Santoro du début de saison 2015 jusqu'en février 2016.
Classé 111e mondial quand il se présente à Roland-Garros en 2019, il est éliminé dès le premier tour par la tête de série no 26, le Français Gilles Simon, en trois sets (3-6, 3-6, 4-6).
Lors d'un entretien télévisé le 12 avril 2020, Sergiy Stakhovsky annonce avoir refusé 100 000 dollars pour perdre un match lors de l'Open d'Australie en 2009.
Il annonce sa retraite après les qualifications de l'Open d'Australie 2022, où il est battu le 11 janvier 2022 au premier tour par Jeffrey John Wolf (3-6, 4-6).

## Carrière militaire
Quelques semaines après l'annonce de sa retraite sportive, il s'engage dans l'armée ukrainienne pour défendre son pays lors de l'invasion de l'Ukraine par la Russie. Le 1er mars 2022, il quitte Londres, son lieu de résidence, traverse la frontière ukrainienne à pied depuis la Slovaquie et intègre les rangs de la réserve de l'armée. Il réalise également des missions d'aide aux civils.
À une journaliste lui ayant demandé « Pourquoi avoir décidé de retourner à Kiev pour prendre les armes ? », il a répondu : « C'est une question à laquelle je ne sais pas si je suis capable de répondre, même pour moi-même. Il n'y a pas de justification à laisser trois enfants à la maison mais tous ceux qui se battent ici, qui défendent l'Ukraine, ont aussi une famille, des enfants, des frères et sœurs. Pourtant, ils sont là. Pourquoi devrais-je être dans une situation différente ? Parce que j'ai gagné plus d'argent et que je pourrais m'échapper ? Je ne vois pas comment j'aurais pu agir différemment ».
En 2024, L'Équipe lui consacre un documentaire intitulé « À balles réelles », revenant sur sa carrière sportive et ses deux premières années d'engagement militaire en Ukraine.

### Palmarès

#### Titres en simple messieurs
| No | Date       | Nom et lieu du tournoi                 | Catégorie   | Dotation  | Surface      | Finaliste        | Score           |          |
| -- | ---------- | -------------------------------------- | ----------- | --------- | ------------ | ---------------- | --------------- | -------- |
| 1  | 25-02-2008 | PBZ Zagreb Indoors, Zagreb             | Int' Series | 349 000 € | Dur (int.)   | Ivan Ljubičić    | 7-5, 6-4        | Parcours |
| 2  | 26-10-2009 | St. Petersburg Open, Saint-Pétersbourg | ATP 250     | 663 750 $ | Dur (int.)   | Horacio Zeballos | 2-6, 7-68, 7-67 | Parcours |
| 3  | 14-06-2010 | Unicef Open, Bois-le-Duc               | ATP 250     | 398 250 € | Gazon (ext.) | Janko Tipsarević | 6-3, 6-0        | Parcours |
| 4  | 22-08-2010 | Pilot Pen Tennis, New Haven            | ATP 250     | 663 750 $ | Dur (ext.)   | Denis Istomin    | 3-6, 6-3, 6-4   | Parcours |

#### Finale en simple
Aucune

#### Titres en double messieurs
| No | Date       | Nom et lieu du tournoi                     | Catégorie   | Dotation    | Surface      | Partenaire        | Finalistes                                | Score               |          |
| -- | ---------- | ------------------------------------------ | ----------- | ----------- | ------------ | ----------------- | ----------------------------------------- | ------------------- | -------- |
| 1  | 06/10/2008 | Kremlin Cup Moscou                         | Int' Series | 1 024 000 $ | Dur (int.)   | Potito Starace    | Stephen Huss Ross Hutchins                | 7-64, 2-6, [10-6]   | Parcours |
| 2  | 07/06/2010 | Gerry Weber Open Halle (Westf.)            | ATP 250     | 663 750 €   | Gazon (ext.) | Mikhail Youzhny   | Martin Damm Filip Polášek                 | 4-6, 7-5, [10-7]    | Parcours |
| 3  | 21/02/2011 | Dubai Duty Free Tennis Championships Dubaï | ATP 500     | 1 619 500 $ | Dur (ext.)   | Mikhail Youzhny   | Jérémy Chardy Feliciano López             | 4-6, 6-3, [10-3]    | Parcours |
| 4  | 15-07-2019 | Hall of Fame Open Newport (RI)             | ATP 250     | 583 585 $   | Gazon (ext.) | Marcel Granollers | Marcelo Arévalo Miguel Ángel Reyes-Varela | 610-7, 6-4, [13-11] | Parcours |

#### Finale en double
Aucune

### Parcours dans les tournois duGrand Chelem

#### En simple
| Année | Open d'Australie | Open d'Australie | Internationaux de France | Internationaux de France | Wimbledon       | Wimbledon      | US Open         | US Open         |
| ----- | ---------------- | ---------------- | ------------------------ | ------------------------ | --------------- | -------------- | --------------- | --------------- |
| 2008  | —                | —                | —                        | —                        | 1er tour (1/64) | David Ferrer   | —               | —               |
| 2009  | 1er tour (1/64)  | Arnaud Clément   | 2e tour (1/32)           | Novak Djokovic           | —               | —              | 1er tour (1/64) | P. Petzschner   |
| 2010  | 1er tour (1/64)  | J.-W. Tsonga     | 1er tour (1/64)          | Leonardo Mayer           | 1er tour (1/64) | Sam Querrey    | 3e tour (1/16)  | Feliciano López |
| 2011  | 3e tour (1/16)   | Tommy Robredo    | 3e tour (1/16)           | David Ferrer             | 2e tour (1/32)  | Ivan Ljubičić  | 1er tour (1/64) | Richard Gasquet |
| 2012  | 2e tour (1/32)   | Kevin Anderson   | 2e tour (1/32)           | Tommy Haas               | 1er tour (1/64) | Radek Štěpánek | 1er tour (1/64) | S. Wawrinka     |
| 2013  | 1er tour (1/64)  | R. Berankis      | 1er tour (1/64)          | Richard Gasquet          | 3e tour (1/16)  | Jürgen Melzer  | 1er tour (1/64) | Jérémy Chardy   |
| 2014  | 1er tour (1/64)  | T. Gabashvili    | 1er tour (1/64)          | Denis Istomin            | 3e tour (1/16)  | Jérémy Chardy  | 1er tour (1/64) | Andreas Seppi   |
| 2015  | 2e tour (1/32)   | David Ferrer     | 2e tour (1/32)           | Steve Johnson            | 1er tour (1/64) | Borna Ćorić    | 3e tour (1/16)  | J.-W. Tsonga    |
| 2016  | 1er tour (1/64)  | David Goffin     | —                        | —                        | 2e tour (1/32)  | Marin Čilić    | 2e tour (1/32)  | Marin Čilić     |
| 2017  | —                | —                | 2e tour (1/32)           | David Goffin             | 2e tour (1/32)  | Kei Nishikori  | —               | —               |
| 2018  | —                | —                | 2e tour (1/32)           | Mischa Zverev            | 2e tour (1/32)  | Sam Querrey    | —               | —               |
| 2019  | —                | —                | 1er tour (1/64)          | Gilles Simon             | —               | —              | —               | —               |
| 2021  | 1er tour (1/64)  | Dušan Lajović    | —                        | —                        | —               | —              | —               | —               |

N.B. : à droite du résultat se trouve le nom de l'ultime adversaire.

#### En double
| Année | Open d'Australie           | Open d'Australie        | Internationaux de France    | Internationaux de France   | Wimbledon                     | Wimbledon                     | US Open                       | US Open                    |
| ----- | -------------------------- | ----------------------- | --------------------------- | -------------------------- | ----------------------------- | ----------------------------- | ----------------------------- | -------------------------- |
| 2009  | 1er tour (1/32) I. Andreev | T. Parrott F. Polášek   | 2e tour (1/16) J. Cerretani | L. Dlouhý L. Paes          | —                             | —                             | 1er tour (1/32) A. Peya       | S. Bolelli A. Seppi        |
| 2010  | 1er tour (1/32) M. Zverev  | I. Andreev E. Korolev   | 2e tour (1/16) M. Youzhny   | F. Čermák M. Mertiňák      | 1/8 de finale L. Lacko        | R. Bopanna A.-U.-H. Qureshi   | 1/8 de finale M. Youzhny      | S. Aspelin P. Hanley       |
| 2011  | 2e tour (1/16) M. Youzhny  | D. Marrero R. Ramírez   | 2e tour (1/16) M. Youzhny   | T. Gabashvili M. Kukushkin | 2e tour (1/16) J. Murray      | M. Granollers T. Robredo      | 1/8 de finale M. Youzhny      | J. Melzer P. Petzschner    |
| 2012  | 1er tour (1/32) M. Youzhny | J. S. Cabal R. Farah    | 1er tour (1/32) M. Youzhny  | Bob Bryan Mike Bryan       | 1er tour (1/32) D. Toursounov | Sa. Ratiwatana So. Ratiwatana | 2e tour (1/16) V. Troicki     | J. Knowle F. Polášek       |
| 2013  | 1/8 de finale M. Youzhny   | D. Bracciali L. Dlouhý  | 1er tour (1/32) M. Youzhny  | R. Lindstedt D. Nestor     | —                             | —                             | 1/8 de finale M. Youzhny      | Ivan Dodig M. Melo         |
| 2014  | —                          | —                       | —                           | —                          | 1er tour (1/32) K. Edmund     | R. Bautista-Agut I. Sijsling  | —                             | —                          |
| 2015  | 1er tour (1/32) J. Marray  | P. Cuevas D. Marrero    | 1er tour (1/32) A. Seppi    | A. Peya B. Soares          | 1er tour (1/32) Sam Groth     | V. Pospisil Jack Sock         | 2e tour (1/16) L. Pouille     | M. Granollers Marc López   |
| 2016  | 1er tour (1/32) M. Kližan  | J.-J. Rojer Horia Tecău | —                           | —                          | 1er tour (1/32) A. Dolgopolov | Dušan Lajović Viktor Troicki  | 1er tour (1/32) A. Dolgopolov | M. Matkowski Jürgen Melzer |

N.B. : le nom du partenaire se trouve sous le résultat ; le nom des ultimes adversaires se trouve à droite.

#### En double mixte
| Année | Open d'Australie | Open d'Australie | Internationaux de France | Internationaux de France | Wimbledon                   | Wimbledon              | US Open | US Open |
| ----- | ---------------- | ---------------- | ------------------------ | ------------------------ | --------------------------- | ---------------------- | ------- | ------- |
| 2011  | —                | —                | 1er tour P. Kvitová      | Zheng Jie M. Bhupathi    | —                           | —                      | —       | —       |
| 2015  | —                | —                | —                        | —                        | 1er tour (1/32) A. Rosolska | R. Lindstedt A. Medina | —       | —       |

N.B. : le nom de la partenaire se trouve sous le résultat ; le nom des ultimes adversaires se trouve à droite.

### Parcours dans lesMasters 1000
| Année | Indian Wells        | Miami                | Monte-Carlo        | Rome                | Madrid                  | Canada                 | Cincinnati            | Shanghai           | Paris               |
| ----- | ------------------- | -------------------- | ------------------ | ------------------- | ----------------------- | ---------------------- | --------------------- | ------------------ | ------------------- |
| 2009  | 2e tour I. Karlović | 1er tour John Isner  | —                  | —                   | —                       | —                      | —                     | —                  | —                   |
| 2010  | 2e tour T. Robredo  | 3e tour A. Roddick   | —                  | —                   | —                       | 2e tour T. Berdych     | 1er tour A. Roddick   | 1er tour M. Zverev | 2e tour Marin Čilić |
| 2011  | —                   | 2e tour Juan Mónaco  | 1er tour F. Gil    | 2e tour J. Nieminen | 1/8 de finale D. Ferrer | 2e tour N. Almagro     | 1er tour N. Davydenko | —                  | 2e tour V. Troicki  |
| 2012  | 2e tour T. Berdych  | 1er tour B. Tomic    | —                  | —                   | 1er tour R. Harrison    | 1er tour M. Granollers | 1er tour Marin Čilić  | —                  | —                   |
| 2013  | —                   | —                    | —                  | —                   | —                       | —                      | —                     | —                  | —                   |
| 2014  | 2e tour G. Monfils  | 1er tour Sam Querrey | —                  | —                   | —                       | —                      | —                     | —                  | —                   |
| 2015  | 2e tour T. Berdych  | 1er tour N. Almagro  | 2e tour T. Berdych | —                   | —                       | 2e tour R. Nadal       | 1er tour B. Tomic     | —                  | —                   |
| 2016  | —                   | 2e tour Jack Sock    | —                  | —                   | —                       | —                      | —                     | —                  | —                   |

N.B. : sous le résultat se trouve le nom de l’ultime adversaire.

### Victoires sur le top 10
Toutes ses victoires sur des joueurs classés dans le top 10 de l'ATP lors de la rencontre.
| Légende         |
| Grand Chelem    |
| Masters         |
| Jeux olympiques |
| Masters 1000    |
| 500 Series      |
| 250 Series      |
| Coupe Davis     |

| # | S.S.   | Tournoi   | Année | Surface    | Adversaire         | Rang  | Tour | Score                 |
| - | ------ | --------- | ----- | ---------- | ------------------ | ----- | ---- | --------------------- |
| 1 | no 116 | Wimbledon | 2013  | Gazon      | Roger Federer      | no 3  | 1/32 | 65-7, 7-65, 7-5, 7-65 |
| 2 | no 90  | Wimbledon | 2014  | Gazon      | Ernests Gulbis     | no 10 | 1/32 | 6-4, 6-3, 7-65        |
| 3 | no 59  | Marseille | 2015  | Dur (int.) | Stanislas Wawrinka | no 7  | 1/4  | 6-4, 3-6, 6-4         |

### Classements ATP en fin de saison
| Année          | 2001 | 2002 | 2003 | 2004 | 2005 | 2006 | 2007 | 2008 | 2009 | 2010 | 2011 | 2012 | 2013 | 2014 | 2015 | 2016 | 2017 | 2018 | 2019 | 2020 |
| Rang en simple | -    | 1345 | 534  | 369  | 185  | 180  | 262  | 74   | 60   | 46   | 62   | 101  | 99   | 58   | 62   | 109  | 122  | 135  | 150  | 202  |
| Rang en double | 1345 | 1330 | 284  | 618  | 206  | 248  | 181  | 95   | 175  | 54   | 47   | 231  | 135  | 241  | 137  | 275  | 169  | 218  | 166  | 177  |

Source : (en) Classements de Serhiy Stakhovsky sur le site officiel de la Fédération internationale de tennis

## Propos sur l'homosexualité
Il se fait remarquer par des propos sur l'homosexualité, déclarant que « la moitié des joueuses sont lesbiennes » et affirmant : « il n’y a pas de gays dans le Top 100 sinon on le saurait. Chez nous il y a une ambiance normale. Même s’il y a eu des rumeurs concernant Gasquet, Nadal et même Federer ».